# Gáborjánháza
Gáborjánháza ist eine ungarische Gemeinde im Kreis Lenti im Komitat Zala.

## Geografische Lage
Gáborjánháza liegt knapp zehn Kilometer westlich der Kreisstadt Lenti, ein Kilometer von der Grenze zu Slowenien entfernt. Nachbargemeinden sind Szijártóháza, Bödeháza, Zalaszombatfa und Rédics. Jenseits der Grenze liegt in zwei Kilometer Entfernung der slowenische Ort Genterovci.

## Geschichte
Der Ort wurde bereits 1389 unter dem Namen Gabrianhaza schriftlich erwähnt. Im Jahr 1913 gab es in der damaligen Kleingemeinde 91 Häuser und 466 Einwohner auf einer Fläche von 995 Katastraljochen. Sie gehörte zu dieser Zeit zum Bezirk Alsólendva im Komitat Zala.

## Sehenswürdigkeiten
- Römisch-katholische Kirche Nagyboldogasszony, erbaut 1932–1934
- Kruzifix (Gáborjánházi-kereszt), erschaffen 1932 von Dezső Siposs
- Weltkriegsdenkmal (I-II. világháborús emlékmű)

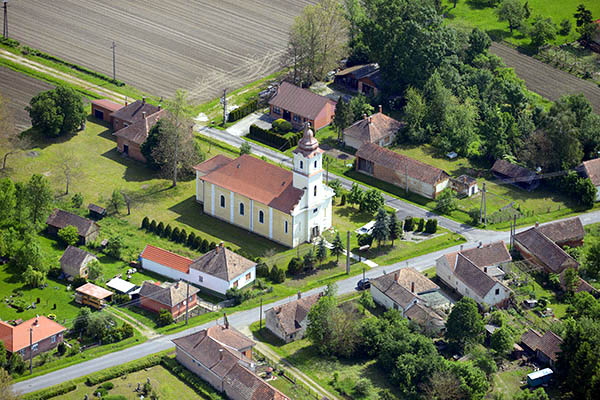
Blick auf die röm.-kath. Kirche Nagyboldogasszony

## Verkehr
In Gáborjánháza treffen die Nebenstraßen Nr. 74126 und Nr. 74128 aufeinander. Der nächstgelegene Bahnhof befindet sich sechs Kilometer südöstlich in Rédics.